# Френк Розенблат
Френк Розенблат (енгл. Frank Rosenblatt; 11. јул 1928 — 11. јул 1971) био је амерички психолог значајан на пољу вештачке интелигенције.

## Биографија
Розенблат је рођен у Њу Рошелу, Њујорк, као син др Френка и Катерине Розенблат. Након што је завршио средњу школу у Бронксу 1946. године, уписао се на Универзитет Корнел где је добио диплому бечелора уметности 1950. године, као и докторат 1956. године.
У Корнеловој аеронаутичкој лабораторији у Буфалу, Њујорк, био је сукцесивно истраживачки психолог, виши психолог и шеф одељења за когнитивне системе. Тамо је такође проводио раније радове о перцептронима, што је кулминирало развојем и хардверском конструкцијом Марк I перцептрона 1960. године. Ово је у суштини био први рачунар који је могао да научи нове вештине помоћу покушаја и грешака, користећи врсту неуронске мреже која симулира људске мисаоне процесе.